# Sarsia producta
Sarsia producta är en nässeldjursart som först beskrevs av Wright 1858.  Sarsia producta ingår i släktet Sarsia och familjen Corynidae. Arten är reproducerande i Sverige. Inga underarter finns listade i Catalogue of Life.